# 樹林伸
樹林 伸（日语：きばやししん、1962年7月22日—），日本人，漫畫原作者、小說家、腳本家。東京都出生，男性，O型血。東京都立武藏高等學校、早稻田大學政治經濟學部畢業。其興趣為水彩畫以及酒类收藏。喜歡現代化的舞台設定，作品多為需要動腦的內容以及神秘情節的組合。

## 筆名
因自己的作品種類繁多，所以有很多筆名。
- 安童夕馬（あんどうゆうま）－多與漫畫家朝基勝士合作，作品有感應少年EIJI、王牌至尊等。
- 青樹佑夜（あおきゆうや）－多與漫畫家綾峰欄人合作，作品有閃靈二人組等。
- 天樹征丸（あまぎせいまる）－多與漫畫家佐藤文也合作，作品有金田一少年之事件簿系列。
- 有森丈時（ありもり じょうじ）
- 伊賀大晃（いがの ひろあき）－與漫畫家月山可也合作，作品有足球騎士。
- 龍門諒（りゅうもん りょう）－與漫畫家惠廣史合作，作品有血色星期一系列。
- S.K －英文名Shin Kibayashi的縮寫
- 紀林（キバヤシ）－与本名的姓同音，又与來自漫畫MMR神秘調查班的主人公「紀林隊長」，多為樹林伸網名使用。
- 亞樹直（あぎ ただし）

注1：「亞樹直」是樹林伸姊弟共用的筆名，由他們姊弟兩人所組成。有時也以亞樹直A（姊）、亞樹直B（弟）為名。 
注2：名字的讀音多以日文的「あ」行開始為其特徵。

## 經歷
1987年進入講談社，在週刊少年Magazine擔任漫畫編輯。為漫畫《MMR神秘調查班》的主人公「紀林隊長」的原型人物。編輯時擔當的作品有《足球風雲》、《麻辣教師GTO》。
擔任過《金田一少年之事件簿》的責任編輯，原案，現為該作品原作者。
1999年從講談社辭職。正式獨立為原作者。 

## 主要作品

### 天樹征丸名義
- 金田一少年之事件簿
  - File系列（原案）[2] 、Short File系列、Akechi File系列、Case系列、新系列、小說系列。
  - 金田一37歲之事件簿
  - 金田一少年之事件簿30th
- 偵探學園Q
- 遙控刑警
- 東京ゲンジ物語
- 零 影巫女
- Y的箱船
- Gifted天賦異稟

### 安童夕馬名義
- 感應少年EIJI（第二部于2011年4月25日開始連載、漫畫：朝基勝士）
- 東京80年代（原名：東京エイティーズ、漫畫：大石知征）
- 王牌至尊 - 2003年（第27回）講談社漫畫賞少年部門受賞
- 少年刑警
- 偵探犬夏多克
- 新宿D×D（於2月底<Manga Box〉上連載，與台灣漫畫家彭傑合作）
- Code:NOSTRA

### 青樹佑夜名義
- 超異能少年 （原名：、漫畫：奈央晃德》
- 閃靈二人組
- 鬼若與牛若

### 亞樹直名義
- 心靈X檔案（原名：、漫畫：的場健）
- 心理醫恭介（原名：、漫畫：沖本秀，心理X檔案的續作）
- 神之雫
- 校園恐怖傳說（原名：、漫畫：疋田美幸）
- 紅酒怪盜（原名：、漫畫：沖本秀）

### 有森丈時名義
- 猴王五九（原名：、漫畫：葵露夢）
- 雪上企鵝（原名：、漫畫：大石知征）

### 伊賀大晃名義
- 足球騎士（原名：、漫画：月山可也）
- 神大人的戀人（原名：、漫画：月山可也）
- iCONTACT（原名：、漫画：月山可也）

### 龍門諒名義
- 血色星期一系列（漫畫：惠廣史、週刊少年MAGAZINE）

1st Season（BLOODY MONDAY）全11卷
2nd Season（Season2～潘朵拉之盒～）全8卷
Last Season （最終時刻）全4卷

### 樹林伸名義
- 金田一少年之事件簿
  - File系列（原案、編輯）[歌劇院殺人事件-墓場島殺人事件 未註明]
- 風と雷（漫畫：星野泰視、モーニング短期集中連載）
- 『リインカーネイション戀愛輪迴』（光文社）
- 『ビット・トレーダー』（幻冬舎）
- 『「でっけえ歌舞伎」入門マンガの目で見た市川海老蔵』（講談社）
- 拿破崙女士（Netflix）

### 日劇
- 感應少年EIJI（改編自漫畫《感應少年EIJI》）
- HERO(企劃協助)
- 遙控刑警（原案、腳本）
- ピッキングトリオの事件簿（海王星主演電視劇）
- 心理醫恭介之系列構成(改編自漫畫《心理醫生楷恭介》)
- 偵探學園Q （改編自漫畫《偵探學園Q》）
- 天才駭客F  (改編自漫畫《血色星期一》）
- 天才駭客F2 (改編自漫畫《血色星期一2 潘朵拉之盒》）

## 荣誉

### 外国勋章奖章
- 艺术与文学骑士勋章（法国文化部，2019年5月30日于东京颁发[3]）

## 出演
- 熱血!ラジカルチャー（星期四，以樹林伸名義）-日本放送電台

## 備註
1. ↑  .   [2007年9月15日]. （原始内容存档于2018年9月30日）.
2. ↑  使用樹林伸名義擔任[歌劇院殺人事件－墓場島殺人事件]的原案和編集，漫畫未注明。使用天樹征丸名義擔任[魔術列車殺人事件－速水玲香誘拐殺人事件]的原案。現使用天樹征丸名義擔任其它系列的原作。
3. ↑  （日語）. 在日フランス大使館.   [2022-01-10]. （原始内容存档于2022-01-10）.

## 外部連結
- 官方部落格
  - （日語）「神の雫」作者のワイン日記 （页面存档备份，存于）
  - （日語）天樹征丸日記 （页面存档备份，存于）
- （日語）
- （日語）樹林伸的X（前Twitter）